# Twieflingen
Twieflingen ist ein Ortsteil der Gemeinde Söllingen im niedersächsischen Landkreis Helmstedt.

## Geografie
Lage
Twieflingen liegt südlich des Naturparks Elm-Lappwald. Der Ort gehört der Samtgemeinde Heeseberg an, die ihren Verwaltungssitz in der Gemeinde Jerxheim hat.

## Geschichte

### Burg
Eine Burg in Twieflingen wird erstmals 1254 als Eigengut im Güterverzeichnis der Herren von Heimburg aufgeführt. Eine weitere Erwähnung als „castro Twiflinge“ fand 1268 statt. Spätestens 1363 befindet sich die Burg aber im Besitz der Herzöge von Braunschweig-Lüneburg. Sie war an unterschiedliche Pfandnehmer verpfändet, unter anderem 1370 an die Ballei Sachsen des Deutschen Ordens. In den welfische Erbteilungen gegen Ende des 14. Jahrhunderts ging sie an die Herzöge von Braunschweig-Wolfenbüttel. Im Lüneburger Erbfolgekrieg wurde die Burg im Jahre 1379 zerstört. Dabei wurde der Bergfried ebenso wie die übrigen Mauern bis auf die Fundamente abgerissen und der Burggraben mit Steinen aufgefüllt. Ihr endgültiges Ende scheint die Burg aber erst 1391 gefunden zu haben, als die Städte Braunschweig und Magdeburg sie wegen von ihr ausgehenden Raubzügen zerstörten. Im 16. Jahrhundert stand dort ein Vorwerk des Amtes Schöningen, das von 1762 bis 1952 eine Domäne war. Von der Burg sind nur noch im Süden des Areals geringe Reste von Wall und Graben vorhanden.

### 20. und 21. Jahrhundert
Am 1. März 1974 wurden die Gemeinden Dobbeln und Wobeck eingegliedert. Seit dem 1. November 2016 sind Dobbeln, Twieflingen und Wobeck Ortsteile der Gemeinde Söllingen.
Am 1. November 2016 wurden auf Beschluss des Niedersächsischen Landtages die bisherigen Gemeinden Ingeleben, Söllingen und Twieflingen zu einer neuen Gemeinde Söllingen zusammengefasst.
2017 stellte die Freiwillige Feuerwehr ihren aktiven Dienst aufgrund zu geringer Personalstärke ein.

## Religion
Twieflingen wurde durch die Reformation protestantisch geprägt. Die evangelische St.-Mauritius-Kirche und ihre Kirchengemeinde werden durch den 2007 gegründeten Förderverein St. Mauritius in Twieflingen unterstützt. Die Kirchengemeinde gehört zur Propstei Helmstedt der Evangelisch-lutherischen Landeskirche in Braunschweig. In früherer Zeit war auch Wobeck nach Twieflingen eingepfarrt.
Katholische Einwohner gehören zur Pfarrei Maria Hilfe der Christen mit Sitz in Schöningen, die über eine Filialkirche in Jerxheim verfügt.

## Politik
Gemeinderat und Bürgermeister
Auf kommunaler Ebene wird Twieflingen seit 2016 vom Gemeinderat aus Söllingen vertreten.

## Verkehr
Twieflingen liegt gut einen Kilometer nordwestlich der Bundesstraße 244, die von Helmstedt nach Wernigerode führt, und etwa einen Kilometer südlich der Bundesstraße 82 Schöningen–Schöppenstedt–Goslar.
Der Ort ist in den Verkehrsverbund Region Braunschweig integriert. Die Buslinien 371 und 397 der Kraftverkehrsgesellschaft Braunschweig verbinden Twieflingen mit den nächstgelegenen Städten Schöningen und Schöppenstedt. Die nächsten Bahnhöfe liegen 11 km westlich in Schöppenstedt an der Bahnstrecke Wolfenbüttel–Schöppenstedt und 15 km nördlich in Helmstedt an der Bahnstrecke Braunschweig–Magdeburg.

## Persönlichkeiten
- Otto Schäfer (1886–1960), Politiker der FDP